# Kančevci
Kančevci (madžarsko Felsőszentbenedek, prekmursko Sv. Bedenik) so obcestna vas, ki stoji ob cesti Martjanci–Gornji Petrovci v Občini Moravske Toplice na Goričkem.
V vasi stoji cerkev svetega Benedikta, katere začetki segajo v leto 1208, v sklopu župnije deluje še Dom duhovnosti Kančevci, ki ga vodijo bratje kapucini.
V Kančevcih je deloval Mikloš Küzmič, pisatelj, prenovitelj in dekan Slovenske okrogline.